# Амедиатека

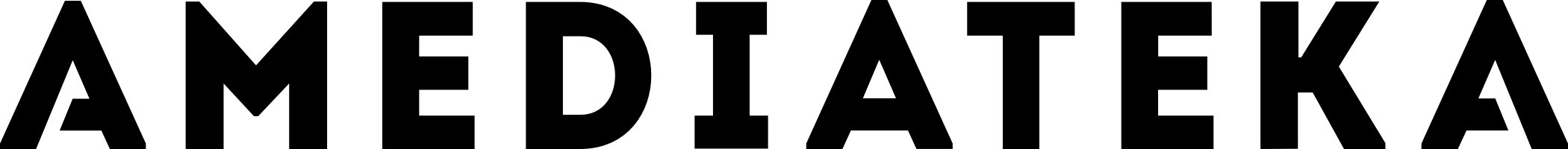
Логотип сервиса с 2014 по 2023 г.

Амедиатека — стриминговый сервис сериалов и фильмов. На платформе проходят премьеры новых проектов HBO одновременно со всем миром, а также ведущих телеканалов и студий мира — Fox, Showtime, Starz, BBC, ABC Studios, Sony Pictures Television, а также контент WarnerMedia.

## Эксклюзивные права на сериалы и фильмы
- В 2017 году онлайн-кинотеатр Amediateka получил эксклюзивный доступ к сериалам и фильмам американской телевизионной сети HBO[5].
- В 2019 году сервис получил эксклюзивный доступ к сериалам и фильмам студии CBS Studios International[6].
- В 2020 году в рамках сделки со стриминговым сервисом DAZN Amediateka получила право показывать боксёрские поединки в прямом эфире[7].

## Награды
- В 2014 году онлайн-кинотеатр Amediateka получил статуэтку «Премия Рунета» (Национальная премия за вклад в развитие российского сегмента сети Интернет).
- В 2016 году сервис получил премию «Золотой луч» в номинации «Лучший онлайн-кинотеатр/интерактивная платформа»[8].
- В 2019 году сервис получил премию «Большая цифра» в качестве лучшего VOD-сервиса[9].

### Достижения
- Из российских онлайн-кинотеатров, опубликовавших отчётность, 2022 год с чистой прибылью закончила только «Амедиатека»[10].

## Руководство компании
Генеральный директор — Татьяна Калита.
Вице-президент по коммерции — Дмитрий Сычугов.

## Цензура
В декабре 2022 года сервис изменил финальный эпизод сериала «Белый лотос» и подверг несколько последних эпизодов цензуре. В январе 2023 года сервис удалил упоминания о представителях ЛГБТ в сериале «Секс в большом городе» и «Эйфория», не дожидаясь появления официальных публичных разъяснений Роскомнадзора в рамках закона об ЛГБТ-пропаганде. В дальнейшем редактуре подверглись многие другие сериалы, что позволило избежать протоколов о нарушении от Роскомнадзора и выплаты штрафов.